# Euphylidorea luteola
Euphylidorea luteola là một loài ruồi trong họ Limoniidae. Chúng phân bố ở miền Tân bắc.